# 無米樂
《無米樂》為顏蘭權和莊益增共同執導的台灣電影，主題為臺南縣後壁鄉（今臺南市後壁區）菁寮四位老農民的勞動身影與樂天知命的故事。從田庄阿伯阿嬤的生命智慧中，可以體會到敬天畏地、愛人惜物的精神，此電影也使得菁寮成為著名觀光景點。

## 簡介
無米樂描寫的是一群台灣農民的故事，其拍攝手法為貼近現實的紀錄片，拍攝地點則為位於嘉南平原，有「臺灣大穀倉」之稱的臺南後壁。該片以平實手法，描繪台灣農民在外在環境不允許中，如何延續稻作農業。雖然導演顏蘭權與莊益增人文的底子與著重真實影像的業餘堅持讓此紀錄片少見劇情張力，不過正是這種平實，讓整片更顯得具有說服力。也因此，大部分影評人與觀眾都給予該片一致好評，認為是近年少見的優良紀錄片，甚至凌駕同時期出產且造成轟動的千萬票房紀錄片《生命》。
2005年，該片於出版後一年僅於台灣四大城市（臺北、臺中、臺南、高雄）計五間商業電影院聯映。雖定位小眾放映，但仍有新台幣200萬元的收入，另外亦有DVD版。

## 獎項
| 年份   | 獲提名 | 獎項                                   | 結果 |
| ------ | ------ | -------------------------------------- | ---- |
| 2005年 |        | 台灣最受歡迎的國產片                   | 獲獎 |
| 2005年 |        | 台北電影節「百萬首獎」、「媒體推薦獎」 | 獲獎 |
| 2004年 |        | 台灣國際紀錄片雙年展「台灣獎首獎」     | 獲獎 |
| 2004年 |        | 南方影展「不分類首獎」、「觀眾票選獎」 | 獲獎 |
| 2004年 |        | 金穗獎「紀錄片優等獎」                 | 獲獎 |

## 導演介紹
- 顏蘭權（1965年－），英國雪菲爾哈倫大學電視電影製作碩士，東吳大學哲學系、社會學系雙學位畢業，在無米樂之前的重要作品有《七日狂想》，《大牛庄人的重建》、《地震紀念冊》。
- 莊益增（1966年－），台灣大學哲學系畢業，在此之前的作品有紀錄片《拜託拜託》與《選舉狂想曲》。

## 主角
- 崑濱伯：農村務農的七十多歲台灣農夫，另外也開一家種子行。
- 崑濱伯妻：耕田也作家事的台灣傳統女性。
- 煌明伯：務農，也以手工製作棉被貼補家用。
- 文林伯：罕見以耕牛種田的台灣農夫。
- 胡琴：莊舜卿。

## 後續影響
此電影的出現，使得崑濱伯與菁寮的名聲大為提升。例如政府若有農業方面的新政策，媒體通常會訪問崑濱伯探知其見解。而菁寮在電影上映後，亦因有老街、農村以及由著名建築師哥特佛伊德·波姆設計的菁寮天主堂，順勢成為著名觀光景點，吸引體驗台灣早年農村生活的海內外旅客。
而媒體介紹至後壁時，往往也會加上「無米樂的故鄉」作為開頭介紹。

## 外部連結
- Yahoo奇摩電影上《無米樂》的資料（繁體中文）
- 開眼電影網上《無米樂》的資料（繁體中文）
- 豆瓣电影上《無米樂》的資料 （简体中文）
- 时光网上《無米樂》的資料（简体中文）